# 橋口典央
橋口 典央（はしぐち のりお）は、日本の総務官僚。総務省政策統括官や、総務省郵政行政局長、総務省行政管理局長、内閣官房内閣審議官兼行政改革推進室長、一般財団法人行政管理研究センター理事長等を歴任した。

## 人物・経歴
熊本県立熊本高等学校を経て、九州大学法学部卒業。1976年行政管理庁入庁。総務省政策統括官（統計基準担当）として統計法改正などを担当したのち、総務省郵政行政局長。総務省行政管理局長、内閣官房内閣審議官（内閣官房行政改革推進室長）を務め、行政改革などにあたった。2012年総務省大臣官房付、退官、みずほ信託銀行株式会社業務顧問。2016年一般財団法人行政管理研究センター理事長。2022年瑞宝中綬章受章。